# Senegâmbia (região)
Senegâmbia (outros nomes: região da Senegâmbia, Senegàmbi em pulaar, ou Senegàmbiya em uolofe) é, no sentido estrito, o nome histórico de uma região geográfica da África Ocidental  situada entre o rio Senegal, ao norte, e o rio Gâmbia, ao sul. No entanto, também existem fontes textuais que afirmam que a Senegâmbia é entendida em sentido mais amplo, como sendo equivalente a Região Ocidental, referindo-se às zonas costeiras entre Senegal e Serra Leoa, onde a fronteira interior, a leste, não é definida precisamente.
Geograficamente, situa-se na zona tropical entre o Sahel e as florestas da Guiné, com os rios Senegal e Gâmbia sustentando a unidade geográfica da região. Abrange os  modernos estados do Senegal, Gâmbia e Guiné-Bissau, bem como partes da Mauritânia, Mali e Guiné. Não deve ser confundida com a extinta Confederação da Senegâmbia, uma efêmera associação entre Senegal e Gâmbia (1982-1989), criada logo após o golpe de estado na Gâmbia, em 1981, quando o governo senegalês interveio para restabelecer o governo democraticamente eleito naquele país.
A região da Senegâmbia foi descrita pelo historiador senegalês Boubacar Barry, da UCAD, como sendo, historicamente ,"a principal porta de entrada para o Sudão, berço dos grandes impérios de Gana, Mali e Songai" e "centro de gravidade da África Ocidental".

## História
Segundo o professor Abdoulaye Camara do IFAN e da Universidade Senghor de Alexandria, Egito, os primeiros humanos apareceram no Senegal há cerca de 350 000 anos. Benga e Thiam afirmam que é no vale do Falémé, no sudeste do país, onde encontramos os vestígios mais antigos de vida humana.
Na história do Neolítico Senegambiano, o período em que os humanos se tornaram caçadores, pescadores, agricultores e artesãos está bem representado e estudado. Foi então que surgiram objetos e cerâmicas mais elaborados, testemunhando a diversidade de tais atividades humanas. A escavação de Diakité em Thiès mostra evidências de mobilidade humana numa distância de cerca de 600 km, durante o Neolítico Senegambiano.
Localizada no sul de Mbour (na região de Thiès ), uma cultura antiga conhecida como cultura Tiemassassien, indústria Tiemassassien, Tiémassas ou apenas Tiemassassien foi descoberta durante uma escavação senegalesa há meio século. Descamps propôs que esta cultura pertence à Era Neolítica, há cerca de 10 000 anos. Dagan, entretanto, propôs a Era do Paleolítico Superior.  Esta cultura recebeu o nome de Thiès, região onde está inserida.

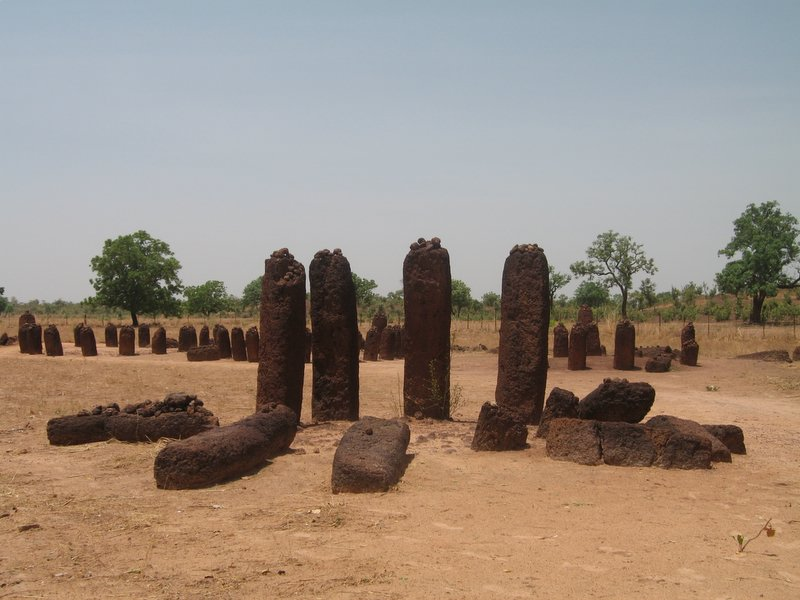
Círculos de pedra da Senegâmbia (Wassu)

Os círculos de pedra da Senegâmbia também estão localizados nesta zona. Numerosos túmulos, túmulos, alguns dos quais foram escavados, revelaram materiais que datam entre o século III aC e o século XVI dC. De acordo com a UNESCO : "Juntos, os círculos de pedra dos pilares de laterita e seus túmulos associados apresentam uma vasta paisagem sagrada criada ao longo de mais de 1.500 anos. Reflete uma sociedade próspera, altamente organizada e duradoura." .
Durante a Idade de Ouro da Àfrica Ocidental, período que corresponde mais ou menos ao período medieval da Europa, vários grandes impérios e reinos surgiram da região da Senegâmbia, incluindo os impérios de Gana, do Mali, Songhai, Uolofe, e Gabu. Durante este período, várias grandes dinastias surgiram e caíram, e algumas, como a Dinastia Guelowar de Sine e Saloum, sobreviveram por mais de 600 anos, apesar do colonialismo europeu, que caiu recentemente, apenas em 1969, nove anos depois de o Senegal ter conquistado a sua independência da França. Foi também desta região que surgiu a antiga classe lamanica. Os antigos lamanes eram a classe proprietária de terras e os reis. De acordo com Barry, o “sistema lamânico é a forma mais antiga de propriedade de terra na Senegâmbia pré-colonial”.

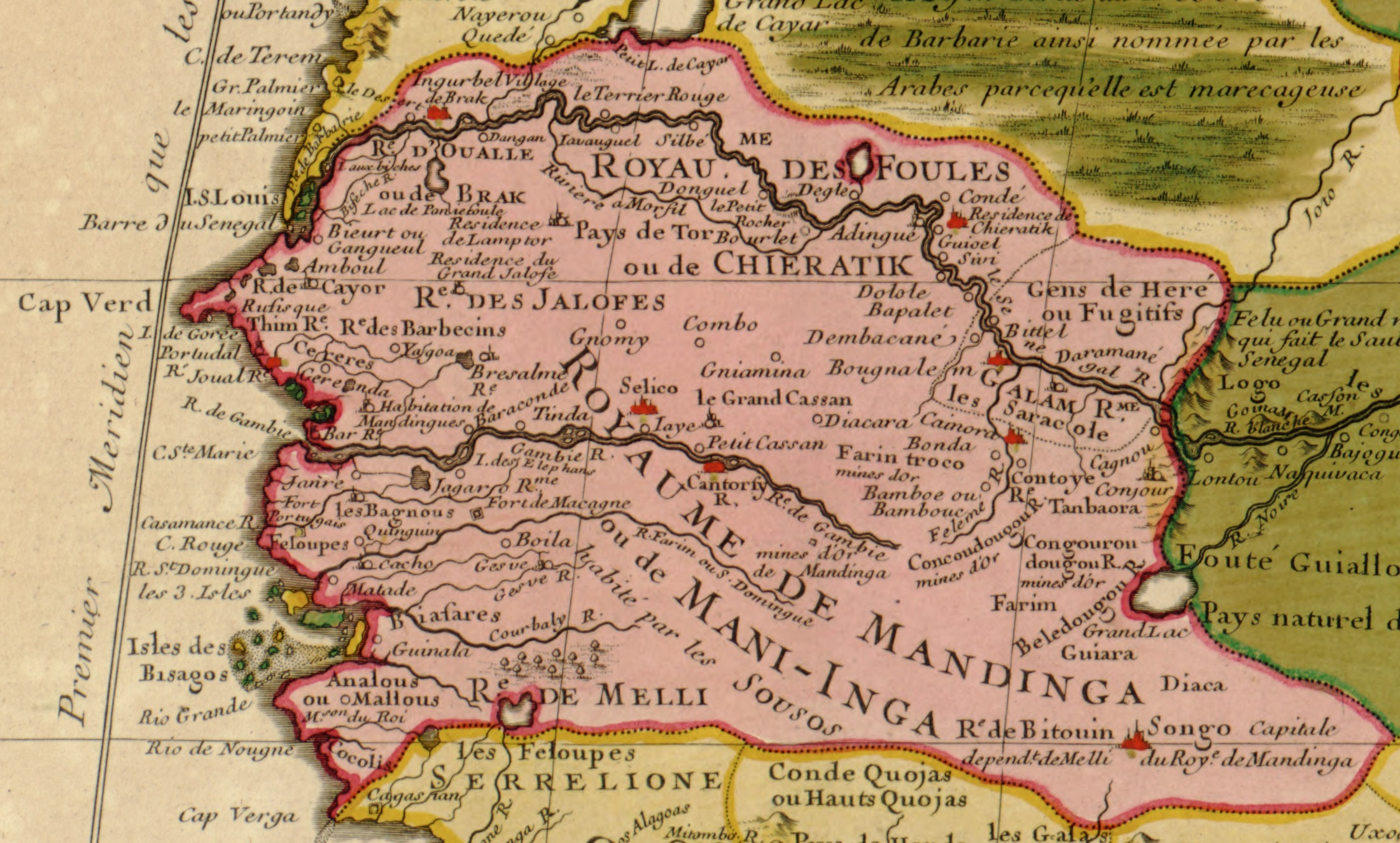
Mapa da Senegâmbia de Delisle de 1707.

A partir do século XV, a região tornou-se foco da rivalidade franco-britânica-portuguesa. Os portugueses foram os primeiros a chegar à região na década de 1450. Até o século XVI, monopolizavam o comércio.
Em 1677, os franceses tomaram a ilha de Goreia, e em 1681 assumiram o controle de Albreda, no rio Gâmbia. Iniciando então uma rivalidade com os ingleses, em 1692 tomaram por um curto período a Goreia e Saint-Louis. Em 1758, durante a Guerra dos Sete Anos, Goreia foi capturada pelos britânicos, que a mantiveram até 1763. Em 1765, os britânicos formaram a Província da Senegâmbia. Em 1778, durante a Guerra da Independência Americana, os franceses atacaram e arrasaram a Ilha James, no rio Gâmbia. Em 1783, o Tratado de Versalhes reconheceu as reivindicações britânicas sobre a Gâmbia e as reivindicações francesas sobre Saint-Louis e Goreia, dissolvendo então província da Senegâmbia.
Os franceses seguiram uma política de expansão e viram a Gâmbia como um obstáculo. No final do século XIX, propuseram ceder Dabou, Grand Bassam e Assinie em troca da Gâmbia. As negociações fracassaram, mas foram repetidamente tentadas novamente. Após o fracassado golpe de estado de 1981 na Gâmbia, uma Confederação da Senegâmbia foi proposta e aceita, perdurando até 1989.

## Cultura

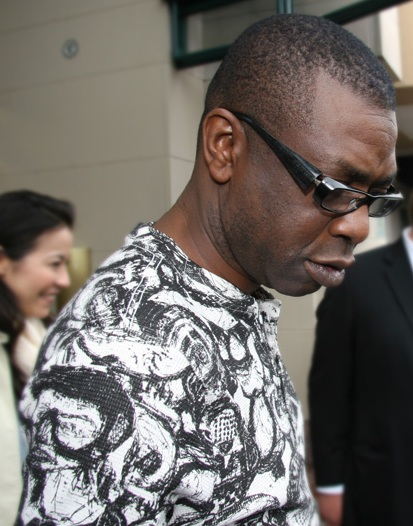
Youssou N'Dour no Festival Internacional de Cinema de Toronto de 2008.

A região da Senegâmbia tem uma cultura rica, incluindo relações jocosas (Sanankuya) entre clãs patrilineares e grupos étnicos. Esta relação jocosa garante uma coexistência pacífica onde um grupo étnico pode criticar ou mesmo insultar outro sem que o destinatário se ofenda. Este vínculo de primo é chamado de maasir ou kalir em sererê (abreviado para kal pelos uolofes), kallengooraxu em soninquê, sanaawyaa em mandinga e agelor em jola-fonyi
A casta griô é encontrada extensivamente na região da Senegâmbia, responsáveis por preservar a genealogia, a história e cultura do povo. Existe também um intercâmbio da culinária entre os habitantes desta região. Exemplos são o arroz jollof, que homenageia o Reino Jalofo no atual Senegal, é originário desta região. Bem como o Thieboudienne, prato nacional senegalês.
Da Senegâmbia é Youssou N'Dour, o cantor mais famoso da África (de acordo com a revista Rolling Stone em 2014), que deteve o título de maior e mais poderoso exportador musical de África durante várias décadas. Tal posto foi tomado por Akon que também é desta região. O Monumento da Renascença Africana construído em 2010 em Dakar, com 49 m (161 pés), é a estátua mais alta da África.
Do antigo e sacro gênero musical de njuup, às modernas batidas mbalax (derivadas da tradição Sererê njuup), a região tem uma rica e antiga tradição musical e de dança. A luta livre tradicional da Senegâmbia chamada njom em Serer, laamb em Wolof e siɲɛta em Bambara é um passatempo favorito e esporte nacional em algumas partes da região, especialmente no Senegal.

## Grupos étnicos
A zona senegambesa é o lar de vários grupos étnicos, incluindo os uolofes, fulas, tuculores, mandingas, sererês, soninquês, sossos, diolas, nalus, bagas, beafadas, bainuques e bassaris.